# MER-A Spirit
A Spirit (MER-A) az amerikai Mars Exploration Rover program első robotja volt, amelyet a NASA 2003-ban küldött a Marsra, a Guszev-kráter belsejébe. A program másik marsjárója az Opportunity (MER-B). A két robot tudományos célja a Mars felszínének kémiai és fizikai vizsgálata volt, elsősorban abból a szempontból, hogy a talaj tartalmazott-e vizet valamikor, illetve ez a víz alkalmas volt-e valamilyen életforma fenntartására. Mindkét leszállóhelyet úgy választották ki, hogy az addigi felvételek alapján ezeken a területeken látszódott a hajdani felszíni víz nyoma.
Mindkét szonda bizonyítékokat talált a valamikori víz jelenlétére a Marson.
A két marsjárót hivatalosan 90 napos élettartamra tervezték, mivel a kutatók eredeti feltételezése szerint ennyi idő múlva a napelem-táblákra ülepedő por miatt nem juthatnak több energiához. Nem számoltak azonban a Mars légköri aktivitásával, ami folyamatosan megtisztította a napelemtáblákat. Így a Spirit 2010-ig képes volt az adatok továbbítására, ami váratlan sikernek számított. 2010. március 22-én a robottal megszakadt a kapcsolat. A NASA 2011. május 24-ével befejezettnek nyilvánította a küldetést. A Spirit a Marson összesen 7730,5 métert tett meg.

## Műszerei
Fényképezőgépekkel és mikroszkóppal is fel van szerelve, továbbá infravörös, és gamma- és alfasugárzás spektrométerrel, egy sziklaörlő készülékkel (amivel anyagmintát tud magának készíteni).

## Küldetése

### Az út és a leszállás
A Spirit 7 hónapos, több mint 400 millió kilométeres utazás után 2004. január 4-én épségben leszállt a Marsra, a Guszev-kráterbe. A kaliforniai Pasadenában levő irányítóközpontban előbb csak azt közölték, hogy az űreszköz biztosan talajt fogott, majd néhány perccel később maga a szonda is jelezte: sikeresen Marsot ért, és az önjáró rover bevethető állapotban vészelte át a manővert. A leszállási folyamat követésére bevetették a vörös bolygó körül keringő Mars Global Surveyor marsi műholdat és a kaliforniai Stanford Egyetem óriás rádióteleszkópját is.
Maga a leszállási művelet 6 percig tartott azt követően, hogy a szonda 130 kilométeres magasságban óránként 19 200 kilométeres sebességgel belépett a Mars légkörébe. Két perccel a talajtérés előtt kinyitotta a fékezőernyőjét, majd 20 másodperccel később ledobta magáról a már feleslegessé vált hővédő pajzsát, amely a túlhevüléstől védte meg a légkörbe történt belépés után. Hat másodperccel a felszínre érés előtt felfúvódtak a szonda légzsákjai, begyújtotta a helyzetének stabilizálására szolgáló rakétákat, majd 15 méteres magasságban csupán már csak a puha talajfogást szolgáló légzsákok maradtak rajta, és innentől kezdve szabadesésben tette meg útja utolsó szakaszát. Miután a felszínre ért, még egy kilométer hosszan pattogott, majd megállapodott a Guszev-kráterben kijelölt leszállókörzet területén.

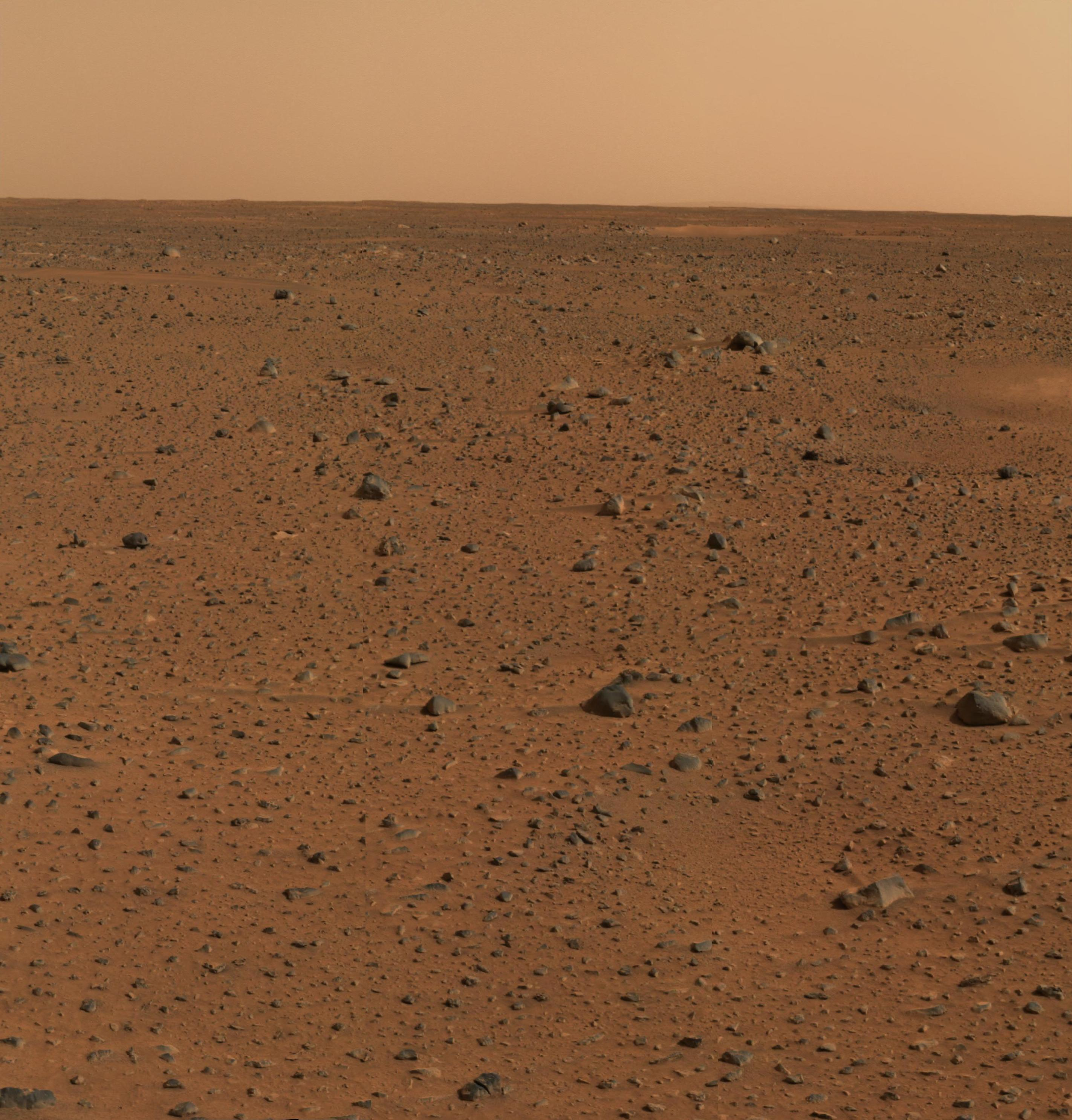
A Spirit első színes felvétele a Marsról

Ezzel hat és fél év elteltével ismét ember alkotta szerkezet érkezett meg épségben a Marsra: 1997. július 4-én a Mars Pathfinder amerikai szonda a mostanihoz hasonló leszállást hajtott végre az égitest felszínén.

### Munka a Mars felszínén
Később a Spirit másfél méteres teleszkopikus póznákon elhelyezett kameráival a környezetét 360°-ban ábrázoló felvételt készített. A NASA tudósai az elkövetkező napokban tesztelték a Spirit műszereit.
2004. január 23-án sikerült újra kapcsolatot teremteni a Spirittel, miután előzőleg több mint 24 órán át nem küldött adatokat a vörös bolygóról, és a földi irányítóközpont tudósai már komoly üzemzavarról beszéltek. A Deep Space Network nevű hálózat egyik Madrid melletti antennájának sikerült vennie pénteken a robot által küldött adatokat közép-európai idő szerint 12 óra 34 perctől 10 percen át, közölte a NASA. Az adatátvitel sebessége másodpercenként 10 bit volt, ami nagyon gyenge teljesítménynek számít. A NASA mérnökei a következő órákban utasítások sokaságát küldték el a Spiritnek, arra ösztönözve a szerkezetet, hogy küldjön adatokat saját állapotáról, amiből meg lehet állapítani a hiba okát. Az üzemzavart a robot fő számítógépének a memóriája okozta, amely megtelt felesleges adatokkal. Január 30-án újra fehér-fekete képek érkeztek. A robot még mindig ugyanabban a helyzetben volt, mint mikor először megszakadt vele a kapcsolat.
2004. március 7-én a Spirit marsjáró panorámakamerája egy, a vörös bolygó égboltját átszelő hullócsillagot kapott lencsevégre, amely elméletileg a Wiesman-Skiff nevű üstökös egy parányi darabja lehet.
2005 augusztusában a Spirit felért a „Husband Hill”-nek (=„férj domb”) nevezett 82 méteres magaslatra a Guszev kráter síkja fölött.
2007-ben a Spirit legnagyobb felfedezését tette, amikor a talajban magas szilikáttartalmú kőzetet talált, amely akár a víz egykori jelenlétére is utalhat. Ez év júliusa és augusztusa során a Spirit túlélte a bolygón tomboló porviharokat, amelyek akár véget is vethettek volna a küldetésnek.
2009 februárjában egy szerencsés széllökés-sorozat lefújta a szonda napelemtábláinak egy részéről a port, így javult azok hatásfoka, az eredeti megtermelt energiamennyiség napi ötven percig, a tisztább napelemekkel másfél óráig teszi lehetővé az előrehaladást a felszínen. Májusban lazább szerkezetű talajra ért, amelybe kerekei a tengelyig belesüppedtek, és a jármű mozgásképtelenné vált. A szonda környezetét újraépítve, földi laboratóriumban próbálták a szabaduláshoz elvégzendő manővereket kikísérletezni, közben a szonda a környezetét, mely váratlanul érdekesnek bizonyult, kutatta, kihasználva az időszakban bőségesen rendelkezésre álló napenergiát.
2010. január 26-án bejelentették, hogy a Spirit végleg mozgásképtelenné vált, ezzel azonban nem ért véget a pályafutása, mert további tudományos mérések elvégzésére van lehetőség. (Ezt megelőzően több hónapig hiábavalóan kísérelték meg a Spiritet a homokcsapdájából kiszabadítani).
2010. március 22-én volt az utolsó sikeres kapcsolat a marsjáróval. Valószínűleg az akkumulátorok gyengesége miatt túlzottan lehűltek a vezérlő egységei.
2011. május 25-én a NASA bejelentette, hogy feladja a kapcsolatfelvételi próbálkozásokat a Spirit marsjáróval.

## Kiemelkedő eredmények
A misszió során a szonda számtalan felfedezéshez segítette hozzá a kutatókat.
- Bizonyíték a valamikori forró vízforrások létére. – Ez akkor vált nyilvánvalóvá, amikor a Spirit jobb első kereke beszorult, és ezzel barázdát vájt a talajban. Itt amorf szilikát került a felszínre, ami jelenlegi tudásunk szerint csak forró vízfolyásoknál alakul ki.
- Bizonyíték sűrűbb légkörre és édesvízre. – A Spirit karbonátokat fedezett fel a Mars felszínén. Ezek csak sűrű atmoszféra megléte esetén alakulnak ki, ami megakadályozza a gyors párolgást. A karbonátok kémiai felépítése arról árulkodik, hogy a víz nem volt savas, mint más, régebbi vízfolyásoknál a Marson. Ez azt jelenti, hogy több milliárd évvel ezelőtt élet lehetett a Marson.
- Bizonyíték az aktív vízkörforgásra. – Amikor a Spirit elakadt és megpróbálta kiszabadítani magát, a kerekei szulfátokat hoztak a felszínre. Ezek az ásványok vízzel voltak kapcsolatban még akár 1 millió évvel ezelőtt is.